# Morris Claiborne
Pour les articles homonymes, voir Claiborne.
 (décembre 2019).
Si vous disposez d'ouvrages ou d'articles de référence ou si vous connaissez des sites web de qualité traitant du thème abordé ici, merci de compléter l'article en donnant les références utiles à sa vérifiabilité et en les liant à la section « Notes et références ».
(en) Statistiques sur pro-football-reference
Morris Lee Claiborne (né le 7 février 1990 à Shreveport) est un américain joueur professionnel de football américain.
Il joue actuellement au poste de cornerback pour la franchise des Chiefs de Kansas City au sein de la National Football League (NFL).

## Enfance
Claiborne étudie à la Fair Park High School de sa ville natale de Shreveport. Il joue alors comme quarterback, wide receiver et defensive back. Il gagne un total cumulé de 2000 yards à la passe et à la course et inscrit trente touchdowns à la passe.

## Carrière

### Université
Il intègre l'université d'État de Louisiane en 2009 et débute comme remplaçant au poste de cornerback de l'équipe de football américain des Tigers de LSU. La saison suivante, il est titulaire lors des douze matchs et accumule trente-sept tacles et cinq interceptions. Il s'améliore au cours de la saison 2011 et est sélectionné dans l'équipe All-America 2011.
Le 8 décembre 2011, il remporte le Jim Thorpe Award récompensant le meilleur defensive back (cornerback et safety) du championnat NCAA de football américain.

### Professionnel
Morris Claiborne est sélectionné en sixième choix global lors du premier tour de la draft 2012 de la NFL par la franchise des Cowboys de Dallas. Il est transféré en 2017 chez les Jets de New York.

## Trophées et récompenses
- Seconde équipe-type de la conférence SEC 2010
- Vainqueur du Jim Thorpe Award 2011
- Équipe-type All-America 2011